# Steagul Raionului Vijnița

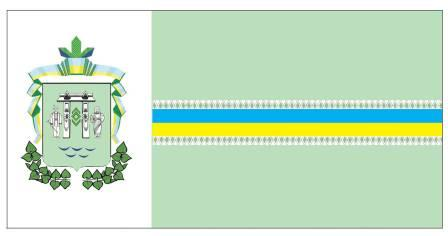
Steagul Raionului Vijniţa (raport: 1:2)

Steagul Raionului Vijnița este steagul oficial al Raionului Vijnița din Regiunea Cernăuți. El a fost oficial adoptat la data de 25 martie 2004 prin decizia № 6-11/04 a Consiliului Raional Vijnița.
Steagul are o formă dreptunghiulară cu un raport de 1:2 între lățime și lungime. În prima treime a drapelului, începând din partea stângă, se află stema raionului Vijnița pe fundal alb, în timp ce în partea dreaptă este un fundal verde. Verdele de pe drapel simbolizează Munții Carpați, Bucovina, precum și culoarea libertății, bucuriei, speranței și sănătății. 
În mijlocul fundalului verde se află două benzi orizontale de culoare albastră și galbenă, simbolizând culorile drapelului național al Ucrainei. 